# アンドレス・シモン
アンドレス・シモン・ゴメス（Andrés Simón Gómez、1961年9月15日 ‐ ）は、キューバ・グアンタナモ出身の元陸上競技選手。専門は短距離走。100mの自己ベスト10秒06はキューバ歴代3位タイ、室内60mの自己ベスト6秒52は元キューバ記録。1992年バルセロナオリンピック男子4×100mリレーの銅メダリスト、1989年ブダペスト世界室内選手権男子60mの金メダリストである。

## 経歴
1987年8-9月、ローマ世界選手権の男子100mと4×100mリレーに出場。100mは準決勝で10秒24（-1.3）の組5着に終わり、決勝に進出できた組4着とは0秒01差で決勝進出を逃した。アンカーを務めた4×100mリレーも準決勝で39秒08の組5着に終わり、決勝に進出できた組4着とは0秒03差で敗退した。
1989年3月、ブダペスト世界室内選手権の男子60mに出場。予選を全体1位タイの6秒62で突破すると、準決勝は6秒54のキューバ記録（当時）を樹立し、予選に続いて全体1位で決勝に進出した。迎えた決勝では準決勝の記録を更に縮める6秒52のキューバ記録（当時）で優勝し、60mでは男女通じてキューバ勢初の金メダルを獲得した。これは現在もキューバ勢唯一の金メダルである。
1991年3月、セビリア世界室内選手権の男子60mに出場。前回大会チャンピオンとして臨むと、準決勝を全体3位タイの6秒60で突破し、前回大会に続いて決勝に進出した。しかし、決勝では6秒61とタイムを落とし、3位と0秒01差の5位でメダルを逃した。
1992年8月、バルセロナオリンピックの男子4×100mリレーに出場。1走（シモン、Joel Lamela、Joel Isasi、Jorge Aguilera）を務めると、決勝で38秒00のキューバ記録を樹立し、アメリカ（37秒40）、ナイジェリア（37秒98）に次いで銅メダルを獲得した。
1993年8月、シュトゥットガルト世界選手権の男子4×100mリレーに出場。1走（シモン、イバン・ガルシア、Joel Isasi、Jorge Aguilera）を務めると、決勝では38秒39をマークし、アメリカ（37秒48）、イギリス（37秒77）、カナダ（37秒83）に次いで4位に入った。これは現在も世界選手権4×100mリレーにおけるキューバ勢最高成績である（1997年アテネ大会の男子、1999年セビリア大会の男子と並び）。

## 自己ベスト
記録欄の（　）内の数字は風速（m/s）で、+は追い風を意味する。
| 種目 | 記録          | 年月日        | 場所       | 備考                |
| 屋外 | 屋外          | 屋外          | 屋外       | 屋外                |
| ---- | ------------- | ------------- | ---------- | ------------------- |
| 100m | 10秒06 (+0.3) | 1987年8月1日  | ハバナ     | キューバ歴代3位タイ |
| 100m | 9秒97w (+7.7) | 1985年8月30日 | 神戸       | 追い風参考記録      |
| 室内 |               |               |            |                     |
| 60m  | 6秒52         | 1989年3月5日  | ブダペスト | 元キューバ記録      |

## 主要大会成績
備考欄の記録は当時のもの
| 年   | 大会                                | 場所                 | 種目    | 結果   | 記録          | 備考                           |
| ---- | ----------------------------------- | -------------------- | ------- | ------ | ------------- | ------------------------------ |
| 1985 | 中央アメリカ・カリブ選手権 (en)     | ナッソー             | 100m    | 優勝   | 10秒22        |                                |
| 1985 | ユニバーシアード (en)               | 神戸                 | 100m    | 2位    | 10秒28        |                                |
| 1985 | ユニバーシアード (en)               | 神戸                 | 4x100mR | 優勝   | 38秒76        |                                |
| 1986 | 中央アメリカ・カリブ海競技大会 (en) | サンチアゴ           | 100m    | 優勝   | 10秒29        |                                |
| 1986 | 中央アメリカ・カリブ海競技大会 (en) | サンチアゴ           | 4x100mR | 優勝   | 38秒74        |                                |
| 1986 | イベロアメリカ選手権 (en)           | ハバナ               | 100m    | 2位    | 10秒19 (+1.8) |                                |
| 1986 | イベロアメリカ選手権 (en)           | ハバナ               | 4x100mR | 2位    | 39秒46        |                                |
| 1987 | 世界室内選手権                      | インディアナポリス   | 60m     | 準決勝 | 6秒72         | 1組6着                         |
| 1987 | パンアメリカン競技大会 (en)         | インディアナポリス   | 100m    | 5位    | 10秒55        |                                |
| 1987 | パンアメリカン競技大会 (en)         | インディアナポリス   | 4x100mR | 2位    | 38秒86        |                                |
| 1987 | 世界選手権                          | ローマ               | 100m    | 準決勝 | 10秒24 (-1.3) | 2組5着                         |
| 1987 | 世界選手権                          | ローマ               | 4x100mR | 準決勝 | 39秒08 (4走)  | 2組5着                         |
| 1988 | イベロアメリカ選手権 (en)           | メキシコシティ       | 100m    | 5位    | 10秒31 (+1.2) |                                |
| 1988 | イベロアメリカ選手権 (en)           | メキシコシティ       | 4x100mR | 優勝   | 38秒86        | 大会記録                       |
| 1989 | 世界室内選手権                      | ブダペスト           | 60m     | 優勝   | 6秒52         | 男女通じキューバ勢初の金メダル |
| 1989 | 中央アメリカ・カリブ選手権 (en)     | サンフアン           | 100m    | 2位    | 10秒34        |                                |
| 1989 | ワールドカップ (en)                 | バルセロナ           | 4x100mR | 6位    | 39秒07 (4走)  | アメリカ大陸代表               |
| 1990 | グッドウィルゲームズ (en)           | シアトル             | 4x100mR | 2位    | 38秒49        |                                |
| 1990 | 中央アメリカ・カリブ海競技大会 (en) | メキシコシティ       | 4x100mR | 優勝   | 39秒09A       |                                |
| 1991 | 世界室内選手権                      | セビリア             | 60m     | 5位    | 6秒61         | 3位と0秒01差                   |
| 1992 | イベロアメリカ選手権 (en)           | セビリア             | 100m    | 2位    | 10秒52 (-2.2) |                                |
| 1992 | イベロアメリカ選手権 (en)           | セビリア             | 4x100mR | 優勝   | 39秒19        |                                |
| 1992 | オリンピック                        | バルセロナ           | 4x100mR | 3位    | 38秒00 (1走)  | キューバ記録                   |
| 1992 | ワールドカップ (en)                 | ハバナ               | 4x100mR | 2位    | 38秒51        | アメリカ大陸代表               |
| 1993 | 世界室内選手権                      | トロント             | 60m     | 7位    | 6秒63         | 3位と0秒04差                   |
| 1993 | 世界選手権                          | シュトゥットガルト   | 4x100mR | 4位    | 38秒39 (1走)  |                                |
| 1993 | 中央アメリカ・カリブ海競技大会 (en) | ポンセ               | 100m    | 2位    | 10秒49        |                                |
| 1993 | 中央アメリカ・カリブ海競技大会 (en) | ポンセ               | 4x100mR | 優勝   | 39秒24        |                                |
| 1994 | グッドウィルゲームズ (en)           | サンクトペテルブルク | 4x100mR | 2位    | 38秒76        |                                |
| 1994 | イベロアメリカ選手権 (en)           | マル・デル・プラタ   | 4x100mR | 優勝   | 39秒99        |                                |
| 1996 | イベロアメリカ選手権 (en)           | メデジン             | 100m    | 5位    | 10秒46 (+1.5) |                                |
| 1996 | オリンピック                        | アトランタ           | 4x100mR | 6位    | 39秒39 (1走)  |                                |